# ホルスト・ケスラー
ホルスト・ケスラー（ドイツ語: Horst Käsler、1926年4月18日 ‐ 1987年12月17日）は、ドイツのハンドボール選手、指導者。1950年代にプレーヤーとして優秀な活躍を収めており、1955年にはフィールドハンドボールにおいてドイツのナショナルチームを世界選手権へと導いている。引退後はベルリン大学においてハンドボールコーチを務める傍らで、戦術や練習の方法についての著書も何冊か出版している。
1972年10月1日にはハンドボールドイツ代表のトレーナーとして選ばれ、以後1974年までの間務めた。その後の1987年12月17日、ベルリンにおいて自ら命を絶って生涯に幕を下した。彼の死後にはその功績をたたえてベルリン市内のシュマーゲンドルフに彼の名を冠したスポーツホールが設営されている。